# Friedrichshain-Kreuzberg
Friedrichshain-Kreuzberg je druhý berlínský obvod ustálený od roku 2001 sloučením bývalého východoberlínského obvodu Friedrichshain a bývalého západoberlínského obvodu Kreuzberg. Oba obvody spojuje most Oberbaumbrücke přes řeku Sprévu.

## Partnerská města
- San Rafael del Sur, Nikaragua od roku 1986
- Kirjat Jam, Izrael
- Štětín, Polsko